# Nombre de Hatta
El nombre de Hatta (Ha) és un paràmetre adimensional que compara la taxa de reacció en una pel·lícula líquida amb la taxa de difusió a través de la pel·lícula. Per a una reacció de segon ordre (rA = k₂CBCA), la taxa de reacció màxima assumeix que la pel·lícula líquida està saturada pel gas a una concentració interfacial (CA,i); la taxa de reacció màxima és, doncs, k₂CB,bulkCA,iδL.
Va ser introduït per Shirôji Hatta, professor de la Universitat de Tohoku.
{\displaystyle Ha^{2}={{k_{2}C_{A,i}C_{B,bulk}\delta _{L}} \over {{\frac {D_{A}}{\delta _{L}}}\ C_{A,i}}}={{k_{2}C_{B,bulk}D_{A}} \over ({\frac {D_{A}}{\delta _{L}}})^{2}}={{k_{2}C_{B,bulk}D_{A}} \over {{k_{L}}^{2}}}}
Per a una reacció d'ordre m en A i d'ordre n en B:
{\displaystyle Ha={{\sqrt {{\frac {2}{{m}+1}}k_{m,n}{C_{A,i}}^{m-1}C_{B,bulk}^{n}{D}_{A}}} \over {{k}_{L}}}}
El nombre de Hatta és un paràmetre usat en enginyeria de reaccions químiques.